# Municipio de Plymouth (condado de Montgomery)
El municipio de Plymouth  (en inglés: Plymouth Township) es un municipio ubicado en el condado de Montgomery en el estado estadounidense de Pensilvania. En el año 2000 tenía una población de 16.045 habitantes y una densidad poblacional de 736,4 personas por km².

## Geografía
El municipio de Plymouth se encuentra ubicado en las coordenadas 40°08′00″N 75°17′29″O / 40.13333, -75.29139.

## Demografía
Según la Oficina del Censo en 2000 los ingresos medios por hogar en la localidad eran de $54,069 y los ingresos medios por familia eran $66,938. Los hombres tenían unos ingresos medios de $45,953 frente a los $35,089 para las mujeres. La renta per cápita para la localidad era de $28,862. Alrededor del 4,3% de la población estaban por debajo del umbral de pobreza.